# 1982年の文学
1982年の文学（1982ねんのぶんがく）では、1982年（昭和57年）の文学に関する出来事について記述する。

## できごと
- 1月18日 - 第86回芥川龍之介賞・直木三十五賞（1981年下半期）の選考委員会開催。
- 9月10日 - 第1回海燕新人文学賞の選考会開催。干刈あがたと細見隆博が受賞。
- 9月20日 - 穂積隆信の『積木くずし』が桐原書店より刊行される。同書は1982年年間ベストセラーの総合8位と、1983年年間ベストセラーの総合2位を記録した[1][2]。
- 10月 - 高橋源一郎のデビュー作『さようなら、ギャングたち』が講談社より刊行される。

## 賞

### 芥川賞・直木賞
第86回（1981年下半期）
- 芥川賞 - 該当作なし
- 直木賞 - つかこうへい『蒲田行進曲』、光岡明『機雷』

第87回（1982年上半期）
- 芥川賞 - 該当作なし
- 直木賞 - 深田祐介『炎熱商人』、村松友視『時代屋の女房』

### その他の賞
- 谷崎潤一郎賞（第18回） - 大庭みな子『寂兮寥兮』
- 泉鏡花文学賞（第10回） - 日野啓三『抱擁』
- 群像新人文学賞（第25回） - 該当作なし
- 野間文芸新人賞（第4回） - 村上春樹『羊をめぐる冒険』
- 海燕新人文学賞（第1回） - 干刈あがた『樹下の家族』、細見隆博『みずうみ』

## 1982年の本

### 小説
- 大江健三郎 『「雨の木」を聴く女たち』（新潮社）
- 落合恵子 『結婚以上』（中央公論社）
- 木崎さと子 『裸足』（文藝春秋）
- 高橋源一郎 『さようなら、ギャングたち』（講談社）
- 田中りえ 『おやすみなさい、と男たちへ』（講談社）
- 夏樹静子 『Wの悲劇』（光文社）
- 三浦綾子 『青い棘』（学習研究社）
- 村上春樹 『羊をめぐる冒険』（講談社）
- 村松友視 『時代屋の女房』（角川書店）

### その他
- 大塚康生 『作画汗まみれ』（徳間書店）
- 神津カンナ 『親離れするとき読む本』（青春出版社）
- 小林信彦 『笑学百科』（新潮社）、『地獄の映画館』（集英社）
- 野田知佑 『日本の川を旅する』（日本交通公社）
- 穂積隆信 『積木くずし』（桐原書店）
- 矢作俊彦・大友克洋 『気分はもう戦争』（双葉社）

## 死去
- 1月17日 - 内田守、熊本県出身の歌人・医師。ハンセン病の研究者として知られる。81歳没。
- 2月18日 - ナイオ・マーシュ、ニュージーランドの劇作家・推理作家。86歳没。
- 3月2日 - フィリップ・K・ディック、米国のSF作家。53歳没。
- 3月18日 - 北畠八穂、青森県出身の児童文学作家。78歳没。
- 4月26日 - 小野二郎、日本の英文学者。52歳没。
- 5月10日 - ペーター・ヴァイス、ドイツ出身の小説家・劇作家、ナチス政権下にスウェーデンに亡命した。65歳没。
- 6月5日 - 西脇順三郎、日本の詩人・英文学者。88歳没。
- 6月18日 - ジューナ・バーンズ、米国の著作家。90歳没。
- 7月2日 - 岸風三楼、岡山県出身の俳人。71歳没。
- 7月7日 - 坪田譲治、岡山県出身の児童文学作家。92歳没。
- 9月6日 - スタントン・A・コブレンツ、米国のSF作家。86歳没。
- 9月14日 - ジョン・ガードナー、米国の小説家。オートバイの事故により死去。49歳没。
- 10月22日 - リチャード・ジェサップ、米国の小説家。57歳没。
- 12月24日 - ルイ・アラゴン、フランスの小説家・詩人。85歳没。